# Meir Baal ha-Ness
El rabí Meir Baal ha-Ness (el fabricant de miracles) (en hebreu: רבי מאיר) va ser un savi jueu que va viure en el temps de la Mixnà. Meir va ser considerat com un dels més grans Tanaïm de la quarta generació (139-163). Segons el Talmud, el seu pare era un descendent de l'Emperador romà Neró, que s'havia convertit al judaisme. La seva esposa Bruriah és una de les poques dones citades en la Guemarà. Ell és el tercer savi més esmentat en la Mixnà.
En el Talmud de Babilònia, en el Tractat Gittin p. 4a, diu que tots els comentaris de la Mixnà anònims són atribuïts al rabí Meir. Aquesta regla era necessària, perquè després d'un intent fallit de forçar la renúncia del cap del Sanedrí, les opinions del Rabí Meir es van notar, però no en el seu nom, sinó com "Uns altres diuen ..."
Meir pot haver estat un nom fals. Es creu que el veritable nom del rabí Meir va ser Nahori o Misha. Se li va donar el nom de Meir, que significa "Iluminador", perquè va il·luminar els ulls dels erudits i els estudiants de la Torà. [3]